# St. Georg
St. Georg, Hamburg-St. Georg – dzielnica miasta Hamburg w Niemczech, w okręgu administracyjnym Hamburg-Mitte. Od 1868 w granicach miasta.
W dzielnicy znajduje się Hotel Atlantic.